# フンダリーケッタリー
「フンダリーケッタリー」は、ディラン&キャサリンのシングル。2007年11月21日にR and Cから発売された。

## 概要
- テレビアニメ『ケロロ軍曹』のオープニングテーマとして使用された[2]。ディラン（なだぎ武）の低音のセリフやキャサリン（友近）の甲高い声などで構成されている[3]。
- PVを収録したDVDが付属されている[4]。

## 収録曲
（全作詞：田中秀典 / 作曲：磯崎健史）
1. フンダリーケッタリー [3:13]
編曲：百田留衣
  - テレビアニメ『ケロロ軍曹』オープニングテーマ
2. フンダリーケッタリー DJ TEN REMIX [5:54]
リミックス：DJ TEN
3. フンダリーケッタリー Cherry Pie MIX [3:12]
リミックス：野間康介
4. フンダリーケッタリー（カラオケ） [3:12]

## カバー
| 歌手       | 収録アルバム                                                            | 発売日        | 規格品番 |
| ---------- | ----------------------------------------------------------------------- | ------------- | -------- |
| DJさとみん | 『アニメ☆ダンス リクエストカウントダウン 〜アニメージュ30周年記念盤〜』 | 2008年6月11日 | FARM-126 |